# Hünenburg bei Rumbeck
Die Hünenburg war eine vermutlich hochmittelalterliche Wallburg im Ortsteil Rumbeck der Stadt  Arnsberg im Sauerland in Nordrhein-Westfalen.
Die Spornburg liegt auf einem Bergsporn im Winkel der Einmündung der Strümmeke in die Ruhr. Mangels historischer Quellen und archäologischer Untersuchungen lassen sich keine konkreten Angaben zur Zeitstellung der Anlage machen. Der zweiteilige Aufbau mit Vor- und Hauptburg spricht für eine Errichtung im Hochmittelalter.

## Beschreibung

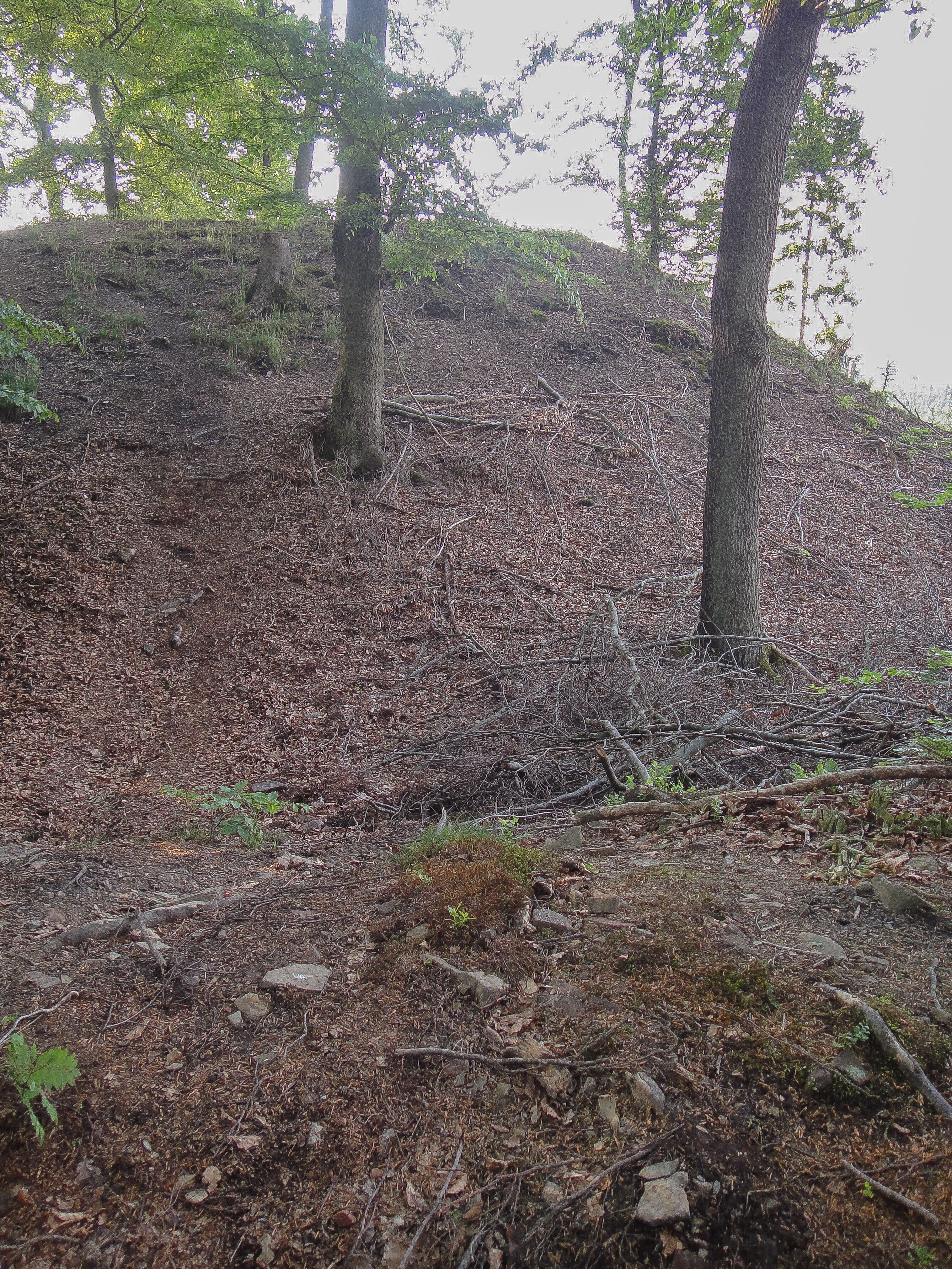
Wall und Graben im Süden von außen

Die Wallburg liegt auf einem steil zur Ruhr hin abfallenden Bergsporn. Das ovale Burgareal ist fast 100 m lang und 50 m breit. Es wird zum Hinterland im Süden durch einen Wall mit vorgelagertem, breitem Graben geschützt. Auf den anderen Seiten sind anstelle des Walls lediglich Terrassenkanten vorhanden. Der Weg zur Burg führt von Südosten kommend schräg vor dem Halsgraben entlang, um dann um die Südwestecke herum in das Burginnere einzubiegen. Es ist aber noch nicht geklärt, ob diese Wegführung auch den ursprüngliche Zugang zur Burg darstellt. Die nördliche Hälfte der Anlage weist ein deutlich höheres Niveau auf als die südliche. Dazwischen sind die Reste eines Trenngrabens zu sehen.